# Alma (Izrael)
Alma (hebrejsky עַלְמָה, v oficiálním přepisu do angličtiny Alma) je vesnice typu mošav v Izraeli, v Severním distriktu, v Oblastní radě Merom ha-Galil.

## Geografie
Leží v nadmořské výšce 563 metrů, na východním okraji kopcovité části Horní Galileji, nedaleko míst, kde terén začíná prudce klesat směrem do údolí řeky Jordán. Severovýchodně od vesnice se rozkládá hřeben Ramat Alma, který je na jihu lemován tokem Nachal Kacijon, na severní straně je to vádí Nachal Dišon, které míjí vesnici i na severní a severozápadní straně. Jihovýhodně od obce také protéká vádí Nachal Chacor. Na západní straně stojí hora Har Rejchan. Na severozápadě od vesnice je to hora Har Almon.
Mošav je situován cca 37 kilometrů východně od břehů Středozemního moře a 4 kilometry od libanonských hranic, cca 127 kilometrů severovýchodně od centra Tel Avivu, cca 55 kilometrů severovýchodně od centra Haify a cca 10 kilometrů severně od Safedu. Almu obývají Židé, přičemž osídlení v tomto regionu je převážně židovské. Pouze 6 kilometrů na jihozápad leží město Džiš, které obývají izraelští Arabové, a 1 kilometr na západ vesnice Richanija, kterou obývají izraelští Čerkesové.
Mošav je na dopravní síť napojen pomocí lokální silnice číslo 886, jež vede ze Safedu k libanonským hranicím.

## Dějiny
Alma byla založena v roce 1949. Na západním okraji dnešního mošavu stála do roku 1948 arabská vesnice Alma. Ta navazovala na ještě starší židovské sídlo zmiňované v Talmudu. Křižáci ho nazývali Alme. Židovské osídlení se tu udrželo do 17. století. V roce 1931 v tehdy již zcela arabské vesnici žilo 712 lidí. Stálo tu 148 domů. Během války za nezávislost v roce 1948 byla vesnice dobyta izraelskými silami a arabské osídlení tu skončilo. Zástavba pak byla zbořena.
Zakladateli mošavu Alma byla skupina židovských imigrantů z Libye, které pak posílila skupina židovských konvertitů z Itálie. Ti se zde ale neudrželi. Do vesnice později přišla i skupina Židů z Indie.
V obci žije 140 rodin, z nichž 100 se zabývá zemědělstvím. V plánu je stavební rozšíření o dalších 100 rezidenčních domů. Část obyvatel dojíždí za prací mimo mošav. V Alma je k dispozici zařízení předškolní péče o děti. Základní škola je u obce Meron nebo v kibucu Sasa.

## Demografie
Obyvatelstvo mošavu Alma je nábožensky orientované. Podle údajů z roku 2014 tvořili populaci v obci Alma Židé (včetně statistické kategorie "ostatní", která zahrnuje nearabské obyvatele židovského původu ale bez formální příslušnosti k židovskému náboženství).
Jde o menší sídlo vesnického typu s dlouhodobě stagnujícím počtem obyvatel. K 31. prosinci 2014 zde žilo 682 lidí. Během roku 2014 populace stoupla o 0,7 %.
| Rok            | 1961 | 1972 | 1983 | 1995 | 2001 | 2003 | 2004 | 2005 | 2006 | 2007 | 2008 | 2009 | 2010 | 2011 | 2012 | 2013 | 2014 |
| -------------- | ---- | ---- | ---- | ---- | ---- | ---- | ---- | ---- | ---- | ---- | ---- | ---- | ---- | ---- | ---- | ---- | ---- |
| Počet obyvatel | 674  | 703  | 690  | 618  | 703  | 735  | 727  | 703  | 704  | 695  | 711  | 615  | 621  | 618  | 658  | 677  | 682  |